# Noah Cicero
Noah Cicero (Youngstown, Ohio, 10 de octubre de 1980) es un narrador y poeta estadounidense. 
Su literatura se considera dentro del género de la ficción transgresiva y existencial. Es un miembro destacado de la comunidad alt lit (Literatura alternativa). Es un crítico feroz del capitalismo.

## Datos biográficos
Nació en Youngstown, Ohio, en 1980. Estudió en la Youngstown State University. Sigue viviendo en su lugar de nacimiento, ciudad considerada por Forbes como una de las 20 ciudades más miserables de los Estados Unidos en 2013. Youngstown es una ciudad en declive desde 1977 -tres años antes del nacimiento de Cicero- cuando se cerraron las fundidoras de acero.

## Publicaciones, influencias y estilo
Sus novelas, relatos y poesía junto con sus ensayos han sido publicados en revistas como Scarecrow', Brittle Star, Retort, Nth Position, Black Ice, Identity Theory, Prague Literary Review y muchas otras. Una antología de sus historias de ficción ha sido publicada bajo el título The Edgier Waters (3:AM Magazine) en 2006. Cicero fue coeditor de la 3:AM Maganize.
Dentro de los autores que le han influenciado están principalmente: Jean-Paul Sartre, Erskine Caldwell y Richard Nathaniel Wright; aunque también reconoce claras influencias de Bret Easton Ellis, Samuel Beckett, Mark Twain, Kathy Acker, Ludwig Wittgenstein, Simone de Beauvoir, Jack Kerouac y Albert Camus.
Construye sus ensayos, de contenido político y filosófico, usando herramientas de la psicología y la filosofía para crucificar a líderes políticos y seguidores, que considera que actúan de mala fe. Algunos de sus ensayos están escritos en colaboración con el periodista de Ohio Bernice Mullins. Cicero es un existencialista, un escritor fundamentalmente político desde su primera novela, The Human War (2003), donde arremete contra Bush, la guerra de Irak y esos norteamericanos que se sientan ante la tele completamente paralizados por el miedo. Le interesa poner de manifiesto la hipocresía del sistema norteamericano así como su decadencia.
Se le considera uno de los miembros más prominentes e influyentes de la comunidad alt lit (Alternative literature). En relación con el grupo, generación o comunidad alt lit, cree Cicero que filosóficamente está influenciada por el budismo, el taoísmo, el existencialismo europeo y Wittgenstein subyacen en nuestras historias. Son la generación de la era post-recesión (Gran Recesión)

## Crítica al capitalismo

### Trabaja, cuida tus hijos, paga tus facturas, cumple la ley y compra cosas
Cicero hace una crítica feroz y explícita del sistema capitalista que ejercería toda su violencia contra los más desamparados. Esta crítica se muestra en su novela Go to work and do your job. Care for your children. Pay your bills. Obey the law. Buy products.  (editada por Lazy Fascist Press). 

## Obra publicada

### Obra publicada en inglés
Novelas
- 2003 - The Human War (Fugue State Press; foreign publications include Snowbooks, London 2007; as well as editions in Greek and German);
- 2006 - The Condemned (Six Gallery Press);
- 2006 - Burning Babies (Parlor Press);
- 2008 - Treatise (A-Head Publishing);
- 2010 - The Insurgent (Blatt);
- 2011 - Best Behavior (Civil Coping Mechanisms);
- 2013 - Go to Work and Do Your Job. Care for Your Children. Pay Your Bills. Obey the Law. Buy Products. (Lazy Fascist Press);
- 2013 - The Collected Works of Noah Cicero Vol. 1 (Lazy Fascist Press);
- 2014 - The Collected Works of Noah Cicero Vol. 2 (Lazy Fascist Press);
- 2014 - The Noah Cicero Bathroom Reader (Lazy Fascist Press);
- 2017 - Blood-Soaked Buddha / Hard Earth Pacal (Trident Press Boulder);
- 2019 - Give It To The Grand Canyon (Philosophical Idiot).

Poesía
- 2015 - Bipolar cowboy (Lazy Fascist Press)
- 2018 - Nature Documentary (House of Vlad).

eBooks
- 2006 - The Living And The Dead (Bear Parade)
- 2008 - Nosferatu (Bear Parade)

### Obra publicada en español
- 2013 - "VOMIT. Antología de la nueva poesía norteamericana", selección de poemas traducidos por Sergio Espinosa y editados en El Gaviero Ediciones.
- 2014 - Best Behavior (2011), (Pálido Fuego, España; Teresa Lanero, trad.).
- 2014 - Alt Lit. Literatura norteamericana actual (Interzona, Argentina; Lola Copacabana y Hernán Vanoli, trads.). Antología de los siguientes autores alt lit: Noah Cicero, Tao Lin, xTx, Heiko Julién, Sam Pink, Ofelia Hunt, Lily Dawn, Blake Butler, Jordan Castro y Frank Hinton.
- 2018 - Nosferatu (Bear Parade; Fernando E. Chávez Finol, trad.).
- 2021 - El contrabandista de Las Vegas (UOiEA! Editorial, Paz Higgins, trad.)